# Sveta Rozalija
Sveta Rozalija (Rožalija) (tal. Santa Rosalia; Palermo, 1130. – planina Pellegrin, 4. rujna 1166.), talijanska katolička redovnica augustinka, pustinjakinja i svetica. Zaštitnica je Palerma. Liturgijski spomendan joj je 4. rujna.

## Životopis
Rođena je u plemićkoj normanskoj obitelji u Palermu, najvećem gradu na talijanskom otoku Siciliji. Nalazila se na dvoru kraljice Margarete. U ranoj mladosti odlučila se za redovnički život i napustila dvor. Sljedećih godina odbijala je ponude obitelji i dvorjana da se vrati životu u bogatstvu i udobnosti. Redovničke zavjete dala je u redu augustinki. Zbog želje za pustinjačkim životom, povukla se kasnije iz samostana u jednu špilju na gori Monte Pellegrino iznad Palerma, gdje je provodila vrlo strog pokornički život sve do smrti 1166. godine. Pokopana je u toj pećini, a danas se nad pećinom nalaz crkva koja je njezino svetište.

## Štovanje
Njezinoj uspomeni posvećene su crkve već u 13. stoljeću, ali je s vremenom njezin spomen ostao samo u lokalnim usmenim pripovijedanjima; 1590. god. je njen životopis ponovo zapisan na osnovi tih usmenih tradicija.
Teška kuga poharala je Palermo 1624. godine. Sv. Rozalija ukazala se prvo jednoj ženi, a zatim lovcu. Rekla mu je gdje se nalaze njene kosti i zamolila, da se njene relikvije u procesiji prenesu u Palermo. Lovac je pronašao njene kosti i nakon procesije, kuga je nestala. Nakon toga, sv. Rozalija proglašena je zaštitnicom Palerma i na mjestu pronalaska njezinih relikvija, podignuto je svetište. Papa Urban VIII. proglasio je Rozaliju svetom 1630. godine. Uvrstio ju je u Rimski martirologij, na dva datuma: 15. srpnja, na obljetnicu kad je bilo pronađeno njezino tijelo, i 4. rujna, kad se slavi njezin blagdan. 
Od prve polovine 17. stoljeća se štuje kao zaštitnica glavnog grada Sicilije Palerma; kako se za redovnički život odlučila u ranoj mladosti puk ju od milja zove santuzza ('svetičica'). Kult svetice koja je pretežni dio života provela u miru i usamljenosti pustinjačkog života proširio se diljem Sicilije, a potom i Italije. Sicilijanski iseljenici su njezino štovanje pronijeli svijetom kao važan dio očuvanja svojega identiteta.
Hrvatski književnik Antun Kanižlić napisao je religiozni ep Sveta Rožalija 1759. godine. Isotimeni oratorij prama tom djelu praizveden je 2023. godine u Požegi.
U Hrvatskoj joj je posvećena župa u Ivanovcu.

## Vanjske poveznice
|  | Wikizvor ima izvorni tekst Sveta Rožalija |